# Заговор Лампуньяни
«Заговор Лампуньяни» (итал. La congiura dei Lampugnani) — картина в стиле романтизма итальянского художника Франческо Айеца, на которой изображён сюжет из истории Милана. Полотно написано в 1826 году и представляет собой живопись маслом на холсте размером 149×117 см. В настоящее время хранится в Пинакотеке Брера в Милане.

## История
В письме от 5 января 1830 года Франческо Айец сообщил, что в 1823 году Терезой Борри, вдовой графа Стефано Децио Стампа и будущей женой писателя Алессандро Мандзони, было заказано ему полотно на сюжет из истории Милана. По свидетельству Дефенденте Сакки, работу над картиной художник завершил в 1826 году. Полотно заменило групповой портрет семьи Борри-Стампа, который не был принят заказчиком. Внесенная в Малый список картин на вилле Леца под общим названием «Картина, представляющая эпизод из истории Милана», работа попала в коллекцию Стефано Стампа, пасынка Алессандро Мандзони. В 1907 году полотно перешло в собрания Пинакотеки Брера, где находится по настоящее время.

## Описание
Айец сам выбрал сюжет для картины, в центре которого заговор Джованни Андреа Лампуньяни, Джироламо Ольджати, Карло Висконти и Кола Монтано с целью свержения тирании Галеаццо Марии Сфорца, убитого заговорщиками 26 декабря 1476 года в церкви Святого Стефана в Милане. Малоизвестная история была знакома живописцу по трагедии Алессандро Верри «Заговор Кола Монтано», изданной в 1779 году и из сочинений Никколо Макиавелли. Текст последнего послужил для художника основой.
Полотно чрезвычайно театрально. На переднем плане картины изображён Кола Монтано, пожилой гуманист, который наставляет и вдохновляет троих молодых людей, в то время, как сам стоит на коленях у подножия статуи святого Амвросия, вознося молитву, с просьбой защитить их. Самой статуи святого в храме, где произошло историческое событие, никогда не было. Она была внесена Айецом в картину с повествовательной целью. Юноши, написанные по диагонали вдоль внушительного постамента скульптуры, изображены вынимающими кинжалы и готовыми атаковать герцога-тирана, выходящего из толпы в конце нефа. Кроме того, в интерпретации Айеца церковь Святого Стефана была представлена в романско-готических формах, тогда как во времена художника архитектура храма соответствовала стилю барокко.
В «Заговоре Лампуньяни» Айец суммировал идеи и тенденции своего времени как со стилистической, так и с идеологической точек зрения. Воссоздание, хотя и творческое, древнего интерьера церкви Святого Стефана, вероятно, является реакцией автора на концепцию «стилевой» реставрации, направленную на восстановление первоначального вида исторических сооружений. С идеологической точки зрения полотно соответствовало революционным настроениям в итальянском обществе в начале XIX века, провокационно прославляя «миф о юных карбонариях». Таким образом, в полотне автор продемонстрировал личную симпатию к движению Рисорджименто.